# Сиз
Сиз (фр. Cize) — коммуна во Франции, находится в регионе Рона — Альпы. Департамент коммуны — Эн. Входит в состав кантона Сейзерья. Округ коммуны — Бург-ан-Бресс.
Код коммуны — 01106.

## Население
Население коммуны на 2010 год составляло 170 человек.
| 1962 | 1968 | 1975 | 1982 | 1990 | 1999 | 2010 |
| ---- | ---- | ---- | ---- | ---- | ---- | ---- |
| 136  | 126  | 128  | 108  | 112  | 127  | 170  |